# 莫氏大宗祠
莫氏大宗祠，位于中国广东省肇庆市德庆县悦城镇罗洪村，为德庆县的一个县级文物保护单位，类型为古建筑，公布时间为2001年8月23日。
莫氏大宗祠的历史年代为清乾隆。